# Adolph von Spörcken
Werner Adolph Gottlieb von Spörcken oder Werner Adolph Gottlieb von Spörken (geboren 6. Juni 1695 in Wolfenbüttel; gestorben 9. Februar 1752 in Harburg bei Hamburg) war Harburger Oberhauptmann und zuletzt dort tätig als Landdrost.

## Leben
Adolph von Spörcken entstammte dem niedersächsischen Uradelsgeschlecht v. Spörcken.
Er besuchte die Ritterakademie in Lüneburg, von der er am 4. April 1711 abging. Ab 1716 studierte er Rechtswissenschaften an der Universität Halle. Im Jahr 1725 wirkte er als Drost in Harburg, wo er bis zuletzt wohnte, und 1735 übernahm er die Aufgaben des Harburger Oberhauptmanns. 1742 wurde er Erster Beamter in Moisburg, amtierte und richtete sowohl in Harburg, Moisburg, Wilhelmsburg als auch in Winsen an der Luhe.
1750 übernahm er das Amt des Landdrosts in Harburg. Dort starb er im Alter von 56 Jahren.